# Vällingsjö urskog
Vällingsjö urskog är ett naturreservat i Sollefteå kommun och med en liten del i Härnösands kommun i Västernorrlands län.
Området är naturskyddat sedan 1993 och är 285 hektar stort. Reservatet omfattar södersluttningen av Spångsjöberget och består av gles hällmarkstallskog på toppen, äldre granskog i väster och barrblandskogar i övrigt. Det finns även myrar, tjärnar och bäckar.